# Ananteris gorgonae
Espèce
Ananteris gorgonae est une espèce de scorpions de la famille des Ananteridae.

## Distribution
Cette espèce est endémique du département de Cauca en Colombie. Elle se rencontre sur l'île Gorgona.

## Systématique et taxinomie
Cette espèce a été décrite par Lourenço et Flórez en 1989.

## Étymologie
Son nom d'espèce lui a été donné en référence au lieu de sa découverte, l'île Gorgona.

## Publication originale
- Lourenço & Flórez, 1989 : « Los escorpiones (Chelicerata) de Colombia. 1. La fauna de la Isla Gorgona. Aproximacion biogeografica. » Caldasia, vol. 16, no 76, p. 66-70 (texte intégral).